# 孛剌合真皇后
孛剌合真（?—?），元太宗窝阔台的皇后（哈屯、可敦），是正宮第一斡兒朵皇后。由于后来的定宗贵由大汗是六皇后乃馬真氏·脫列哥那所生，且在太宗和定宗之间摄政，而真正的正宮皇后孛剌合真却默默无闻。
| 前任： 唆鲁禾帖尼 金朝徒单皇后 | 蒙古皇后 1229年—？ | 繼任： 乃马真后 |

## 延伸阅读
[在维基数据编辑]
 《新元史/卷104》，出自柯劭忞《新元史》